# Вайнштейн, Борис Яковлевич
Борис Яковлевич Вайнштейн (1910—1944) — участник Великой Отечественной войны, заместитель командира стрелкового батальона по политической части 206-го стрелкового полка (99-я стрелковая дивизия, 46-я армия, 2-й Украинский фронт),
Герой Советского Союза, капитан.

## Биография
Родился в семье рабочего. Еврей. Член ВКП(б) с 1943 года. В 1924-30 работал обойщиком мебели, учился на вечернем отделении рабфака. Окончил 2 курса Харьковского авиационного института в 1932 году. Работал на мебельной фабрике.
В РККА в 1933-34 годах и с 1941 года (призван как младший политрук запаса). В 1933 окончил курсы среднего комсостава.
Участник Великой Отечественной войны с июня 1941 года. Участвовал в оборонительных боях на Украине и Северном Кавказе. С 1943 года участвовал в боях за освобождение Правобережной и Западной Украины. В 1944 году в составе 99 стрелковой дивизии освобождал Венгрию. В начале декабря 1944 в период подготовки к форсированию реки Дунай провёл большую политико-воспитательную работу среди личного состава батальона. 5 декабря 1944 года первым переправился через реку севернее города Эрчи (Венгрия).
6 декабря 1944 года увлекая бойцов своим примером, повёл батальон в наступление, обеспечив прорыв обороны противника. В этом бою погиб.
Похоронен в населенном пункте Кишмартон (28 км юго-западнее Будапешта, Венгрия).

## Награды
Указом Президиума Верховного Совета СССР от 15 мая 1946 года гвардии капитану Борису Яковлевичу Вайнштейну было посмертно присвоено звание Героя Советского Союза. Награждён орденом Ленина.